# Tungsram wolfrámlámpa plakát

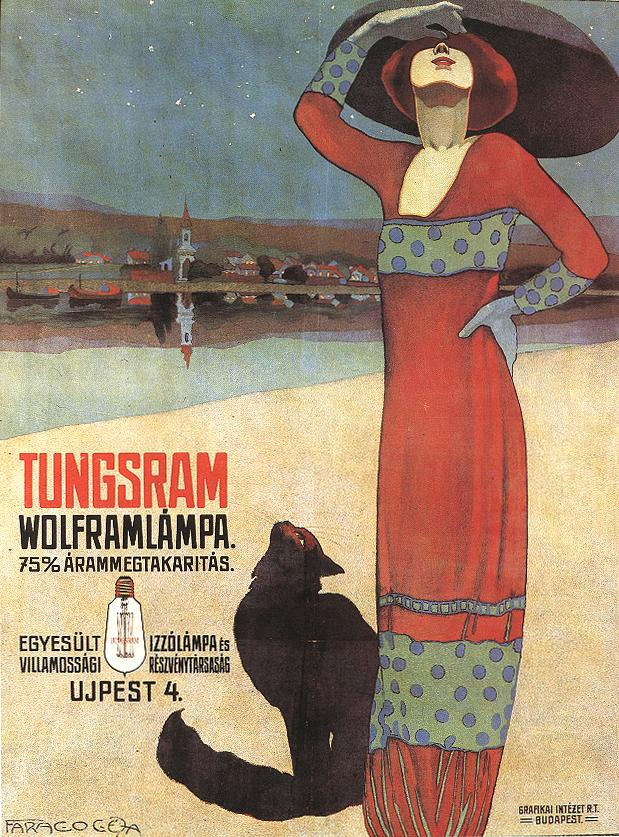
Tungsram Volfrámlámpa-plakát, 1912.

A Tungsram wolfrámlámpa plakát egy 1912-ben megjelent hirdetés, amellyel tervezője, Faragó Géza, a magyar szecesszió egyik jelentős mestere kiemelkedőt alkotott a plakátgrafika műfajában is.

## Az alkotó: Faragó Géza
Faragó Géza 1898-ban Párizsba érkezett. Alfons Mucha műtermében kapott állást. Ő volt az egyetlen a magyar tervezők közül, aki első kézből ismerhette meg a neves és divatossá vált cseh mester alkotásait.Az allegorikus alkotások helyett Faragót a kevésbé patetikus rajzok érdekelték. Oldott dekorativitásuk jobban illett a magyar művész ekkor készült kosztümös jeleneteket ábrázoló terveihez. Párizs művészete nagy hatással volt a művészre. Motívumain érződik az ottani szecesszió szimbolizmusa, és az ekkor még aktív Nabis-csoport intim, nagyvárosi folklórja.

## A Tungsram-plakát jellemzése

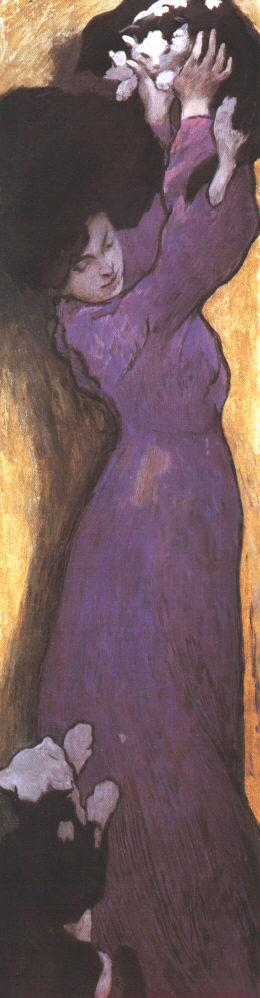
Vaszary János: Lila ruhás nő macskával

1912-14-ben Faragó Géza megalkotta egyik leghíresebb plakátját, a Tungsram cég számára a Tungsram Volfrámlámpa című művet. Stilárisan és formai utalásaival is a Nabis-csoport által kedvelt, vertikális osztású paravánképekre emlékeztetett.
A képen egy nőalak macskával látható, háttérben táj, a kép bal oldalán a Tungsram felirat és egy Tungsram izzó helyezkedik el. Hasonló a kép Pierre Bonnard 1891-ben készített négy képből álló művéhez, melynek első darabján egy nőalak fehér pöttyös kosztümben, kutyája társaságában látható, vagy Vaszary János Lila ruhás nő macskával című képén is a hölgy megjelenése a macskával ad egyfajta anekdotikus, közvetlen ízt a kompozíciónak. Faragó plakátján is ez a közvetlenség dominál, csak a stílusból adódóan a két karakter sokkal jobban elkülönül egymástól. A nő könnyed eleganciát sugall, míg a macska a lábánál titokzatosságot a sötét ábrázolással.
A Tungsram plakáton a dekoratív, éles sziluettel rajzolt hölgy tölti ki a teljes képmezőt. Ezt az élességet ellenpontozza a város idilli, falusias volta. A sötét foltként megjelenített kandúr ugyanúgy elválik a kompozíciótól és a háttértől, ahogy az utólag a papírra applikált szöveg. Ezzel emeli ki a reklámot a plakát. A kandúr sárgán villogó szeme utal a plakát tulajdonképpeni témájára, a világításra, égőre. De Charles Baudelaire híres szonettje óta a macska maga is megjelenhetett az elektromosság hordozójaként. "Ölükből bűvösen pattog a villamosság, / s rejtélyes szemüket, mint finom, tört homok, /kis aranydarabok szikrái csillagozzák."
A plakátnak a fény egy fontos szereplője. Fentről jövő éles fény elől a hölgy eltakarja az arcát, a macska pedig követi a tekintetét. A háttérben a halászfalu fényei jelennek meg, míg az égbolton a csillagok fénye szolgáltatja a forrást.

## A Tungsram-plakát változatai
A plakát első változata 1912-ben készülhetett, amikor Faragó művészetére nagy hatással volt a kétéves szolnoki és egyéves kecskeméti tartózkodás. Ekkor építette be saját művészetébe a plein air tájszemléletet. Ekkor a Nemzeti Szalonban állították ki a plakátot egy kollektív kiállítás keretében. Készült a képről egy eltérő szövegezésű, de a képi ötlet megmaradt olajfestményen és temperával készült művön egyaránt. A temperával készült mű hasonlít a plakáthoz leginkább. Úgy tűnik, hogy a nyomda, mintegy mintaként használta fel a képet a litográfia elkészítéséhez.

## Érdekességek a Tungsramról
- Valójában a vállalat eredeti neve Egyesült Izzólámpa és Villamossági Részvénytársaság, amely Újpesten létesült 1901-ben. A Tungsramot, mint védjegy alkalmazták az azonos jelentésű angol tungsten és a németből magyarba is átszármazó volfrám szavak kombinációjából. 1909-ben került bejegyzésre, éppen akkor, amikor a főváros közvilágításában is meghatározó fordulat történt: a gázvilágítást felváltotta az ivfénylámpa.
- A városi divat szerint öltözött macskás hölgy az éj leplébe burkolózva a gyertyafényes vidékkel szemben a nagyvárosi újfajta energia szimbólumának is tekinthető.
- Feltételezések szerint a Tungsram igazgatójának, Aschner Lipótnak a feleségét ábrázolja a plakát.
- A plakáton látható 1/2 wattos, rugalmas drótszerkezetből húzott volfrámlámpával a reklámkampány szerint 75%-os energiamegtakarítást lehetett elérni. A találmányt 1903-ban Just Sándor és Hanaman Ferenc jelentette be, tömeggyártását csak hat évvel később kezdték meg.
- Több plakáttervező művész is tervezett a Tungsramnak: Bortnyik Sándor, Radó György, Csemiczky Tihamér, Macskássy Gyula, Macskássy János.